# کامپو کالابرو
کامپو کالابرو (به ایتالیایی: Campo Calabro) یک کومونه در ایتالیا است که در استان رجو کالابریا واقع شده‌است.

## خصوصیات
کامپو کالابرو ۷٫۵ کیلومترمربع مساحت و ۴٬۱۹۳ نفر جمعیت دارد.